# Marcipa kasai
Marcipa kasai là một loài bướm đêm trong họ Erebidae.